# Mesosetum
Mesosetum es un género de plantas herbáceas perteneciente a la familia de las poáceas. Es originaria del centro y sur de América. Comprende 2 especies descritas y   aceptadas.

## Descripción
Son plantas perennes o anuales cespitosas o comúnmente estoloníferas; plantas hermafroditas. Lígula una membrana ciliada; láminas lineares, aplanadas a cilíndricas. Inflorescencia un solo racimo espiciforme, erecto, unilateral, las espiguillas solitarias, en 2 hileras, adpresas, imbricadas, el raquis triquetro o alado; espiguillas comprimidas lateralmente, con 2 flósculos; desarticulación por debajo de las glumas, la espiguilla caediza como una unidad; callo obtuso; glumas subiguales, casi tan largas como la espiguilla, carinadas, rígidas; gluma inferior 3-nervia, girada hacia la costilla media del raquis; flósculo inferior estaminado o estéril; lema inferior casi tan larga como la espiguilla, generalmente sulcada a cada lado de la nervadura media; palea inferior presente o ausente; flósculo superior bisexual; lema superior rígida, carinada, aguda a acuminada, los márgenes aplanados, abrazando una pálea aplanada; lodículas 2; estambres 3; estilos 2. Fruto una cariopsis; embrión ca 1/2 de la longitud de la cariopsis, hilo linear.

## Taxonomía
El género fue descrito por Ernst Gottlieb von Steudel y publicado en Synopsis Plantarum Glumacearum 1: 118. 1855[1854]. La especie tipo es: Mesosetum cayennense Steud. 

## Algunasespecies
- Mesosetum acuminatum Swallen
- Mesosetum aequiglume Swallen
- Mesosetum alatum Filg.
- Mesosetum altum Swallen
- Mesosetum annuum Swallen
- Mesosetum arenarium Swallen
- Mesosetum gibbosum Renvoize et Filg.
- Mesosetum latifolium Swallen
- Mesosetum multicaule Mez
- Mesosetum penicellatum Mez
- Mesosetum pubescens Swallen
- Mesosetum tenuifolium Swallen
- Mesosetum wrightii Hitchc.